# Kevin Viveros
Kevin Stiven Viveros Rodallega (Buenaventura, 26 de abril de 2000) é um futebolista colombiano que atua como atacante. Atualmente joga pelo Athletico Paranaense.

## Carreira

### Início
Revelado pelo América de Cali, Kevin Viveros teve passagens por clubes colombianos como Atlético Cali, Leones e Deportivo Cali. Em 2022, destacou-se no futebol venezuelano atuando pelo Carabobo, onde marcou 21 gols em 34 partidas.
Em janeiro de 2023, foi emprestado ao Deportivo Cali, onde disputou 19 jogos e marcou 4 gols.

### FK Sarajevo
Em 30 de junho de 2023, Viveros foi anunciado oficialmente como novo reforço do FK Sarajevo, da Bósnia e Herzegovina.

### La Equidad
No final de novembro de 2023, o Sarajevo emprestou Viveros ao clube colombiano La Equidad, com opção de compra ao final da temporada.

### Atlético Nacional
Em 11 de julho de 2024, foi anunciado oficialmente pelo Atlético Nacional por empréstimo do FK Sarajevo.
Em 8 de maio de 2025, marcou dois gols na vitória por 3–1 sobre o Internacional pela Copa Libertadores.

### Athletico Paranaense
Em 26 de junho de 2025, foi anunciado como reforço do Athletico Paranaense. Sua estreia está prevista para 10 de julho, quando será aberta a janela de transferências no futebol brasileiro.

## Títulos
Atlético Nacional
- Campeonato Colombiano: 2024[8]
- Copa da Colômbia: 2024[8]
- Superliga da Colômbia: 2025[8]